# 坂本洋
坂本 洋（さかもと ひろし、1954年8月14日 - ）は、東京都杉並区高井戸出身の日本の編曲家・作曲家・音楽プロデューサー・キーボーディスト・DJ。DJネームは「サスケ」。

## 人物
9歳から3年間、タイ王国に在住した経験があり、当地の日本人学校で学んでいた。中央大学法学部卒業後にスタジオ・ミュージシャンになり、桑名正博やブレッド&バターなどのセッションに参加しつつ、自らもソロとして活動している。稲垣潤一ややしきたかじんに多数の楽曲を提供するなど、作曲家活動も行っている。

## 略歴
- 1980年、Dang Gang Brothersにキーボードで参加。
- 1982年、湯川トーベンらとAlphabetsを結成。
- 1983年、ラッツ&スターに1年間サポートで在籍。
- 1992年、ビクターエンタテインメントよりソロデビュー。
- 2002年、THE TRIPLE Xでサントリィ坂本としてキーボードで参加。

## ディスコグラフィー

### シングル
1. 君がいたから／リヴィング・オン・ジ・アース（1992年7月22日、VIDL-10263）
2. 僕たちがいる奇跡／友よ（※「友よ」の歌は、佐々木望・坂本千夏・関俊彦・岩田光央）／僕たちがいる奇跡(オリジナル・カラオケ)／友よ(オリジナル・カラオケ)（1993年5月1日、VIDL-10344）

### アルバム
1. ここはグリーン・ウッド（1989年7月28日）
2. TIME IS GONE（1991年10月21日、VICL-195。再発2022年10月26日、VICL-77029）
3. With You（1992年7月22日、VICL-318。再発2022年10月26日、VICL-77030※ボーナストラックの「+1」は「僕たちがいる奇跡」）
4. ここはグリーン・ウッド放送局/CDシネマ1若い力（1993年5月21日）
5. Summer Christmas（2006年9月20日、ECCA-1006）

## 音楽担当
- いつだってMyサンタ!
- 超くせになりそう
- 六門天外モンコレナイト[2]

## 作曲・編曲
- 稲垣潤一
  - 君は知らない（編曲）
  - 君に逢いたい午後（編曲）
  - SHINE ON ME（編曲；with桑村達人）
  - YES,SHE CAN（編曲）
  - いちばん近い他人（編曲）
  - Get Back To Myself（編曲）
  - Love Is Hard Business（編曲）
  - Truth（編曲）
  - 今日が永遠（編曲）
  - さらば愛しき人よ（編曲）
  - 世界でたったひとりの君に（編曲）
  - もうひとつの夏（編曲）
  - 夜汽車よ悲しみを乗せて（編曲）
  - LAST CHANCE（編曲）
  - 君に言い尽くせないまま（編曲）
  - YOUR LIFE
  - ジョバンニの恋人
  - 神様のミステイク
- 少年隊
  - The longest night
- スターボー
  - サマー・ラブ（編曲)
- 堀江由衣
  - ハートはうらがえし
- やしきたかじん
  - さよならが言えるまで
  - いとしい想い
  - 想い出にできない
  - 優しい女には毒がある
  - 泣いたら負け
  - 冷たい炎
  - エゴイズム
  - 覚悟の恋
  - 思い出したくないことほど忘れてしまえない
  - 天国はまだ待ってくれる
  - いつか笑える
  - 星に祈ろう
  - 嘘を置き去りに
  - 男に生まれてきたかった
  - 笑うしかないさ
  - 愛と打算とプライドと
  - アバウト
  - おまえの男なんだ
  - 黄昏のベンチ
  - Process for Love

## ラジオ番組
- サスケの夜はこんびんば! - 「サスケ」名義で出演。
- カローラ・スターレジデンス（FM PORT） - 番組コーナーでのキャラクターからリスナーからは「塾長」と呼ばれた。挨拶に「こんびんば」を使うなど「サスケ」時代を窺わせる発言も散見された。